# Zwingen
Zwingen  (schweizerdeutsch: Zwinge, [ˈʦʋɪŋːə]) ist ein Dorf und eine politische Gemeinde im Bezirk Laufen des Schweizer Kantons Basel-Landschaft.

## Geographie

Historisches Luftbild aus 300 m von Walter Mittelholzer von 1922

Zwingen liegt im Laufental auf 341 m ü. M. an der Mündung der Lüssel in die Birs. Nachbargemeinden sind Laufen, Brislach, Nenzlingen, Blauen und Dittingen.

## Geschichte
Erstmals wird Zwingen als Zinwigen am 14. März 1194 erwähnt, als es von Papst Coelestin III. dem Kloster Beinwil als Besitz zugesichert wurde. Ab 1312 lag es als Lehen bei den Herren von Ramstein. Im Mittelalter war vor allem die Oswaldskapelle von Bedeutung. Am 6. September 1359 legten 18 Bischöfe bei einem Treffen im Papstpalast Avignon fest, jedem Besucher der Oswaldskapelle einen Ablass von 40 Tagen zu gewähren. Ab 1459 gehörte das Dorf dem Bischof von Basel und bildete bis 1792 die Vogtei Zwingen. Von 1573 bis 1673 war der Judenacker in Zwingen Begräbnisstätte für im Bistum Basel wohnhafte Juden.
Ab 1792, nach dem Einmarsch der Franzosen, gehörte Zwingen zur Raurachischen Republik und anschliessend zum Kanton Laufen, welcher zum Département Mont-Terrible kam. 1815 wurde es durch Entscheid des Wiener Kongresses eidgenössisch und dem Kanton Bern zugeschlagen. In der Frage des Kantonswechsels des Laufentals lehnte die Gemeinde sowohl 1983 als auch 1989 den Beitritt zum Kanton Basel-Landschaft ab, wurde aber beim zweiten Mal überstimmt. Der Wechsel erfolgte 1994.
Das Schloss Zwingen, welches wahrscheinlich das Motiv für den Namen des Dorfs gegeben hat, wird im Jahr 1312 zum ersten Mal erwähnt. Erbaut wurde es von den Freiherren von Ramstein. Später ging es an den Fürstbischof von Basel über. 1792 wurde das Schloss Nationalgut. Es wechselte mehrmals den Besitzer. Unter ihnen war auch die Papierfabrik Zwingen, welche einen grossen Teil der Burg abreissen liess. Die Papierfabrik Zwingen gibt es seit 1913. Bis ins Jahr 2004 war sie in Betrieb.
Der Künstler August Cueni wurde in Zwingen geboren und erhielt 1959 das Ehrenbürgerrecht von Zwingen.

## Wappen
Zwei gekreuzte, silberne Lilienstäbe auf schwarzem Grund. Abgesehen von den Farben, ist es identisch mit dem Wappen von Brislach. Die zwei gekreuzten Lilienstäbe waren das Wappen der Freiherren von Ramstein zu Bretzwil (vgl. auch mit den Wappen von Bretzwil, Brislach, Nunningen und Zullwil).

## Wirtschaft
Neben der (inzwischen geschlossenen) Papierfabrik Zwingen bieten noch viele KMU Arbeitsplätze an. Zwingen liegt im Einzugsgebiet des Wirtschaftsraums Nordwestschweiz.

## Politik
Gemeindepräsident ist Thomas Schmid (Mitte, Stand: 2025).
Bei den Schweizer Parlamentswahlen 2023 betrugen die Wähleranteile in Zwingen: SVP 41,5 % (2019 33,4 %), SP 17,3 % (19,9 %), FDP 10,1 % (11,3 %), Mitte 18,7 % (21,7 %), Grüne 4,1 % (8,4 %), glp 4,2 % (2,6 %), EVP 2,4 % (2,6 %), EDU 0,4 % (–).

## Verkehr

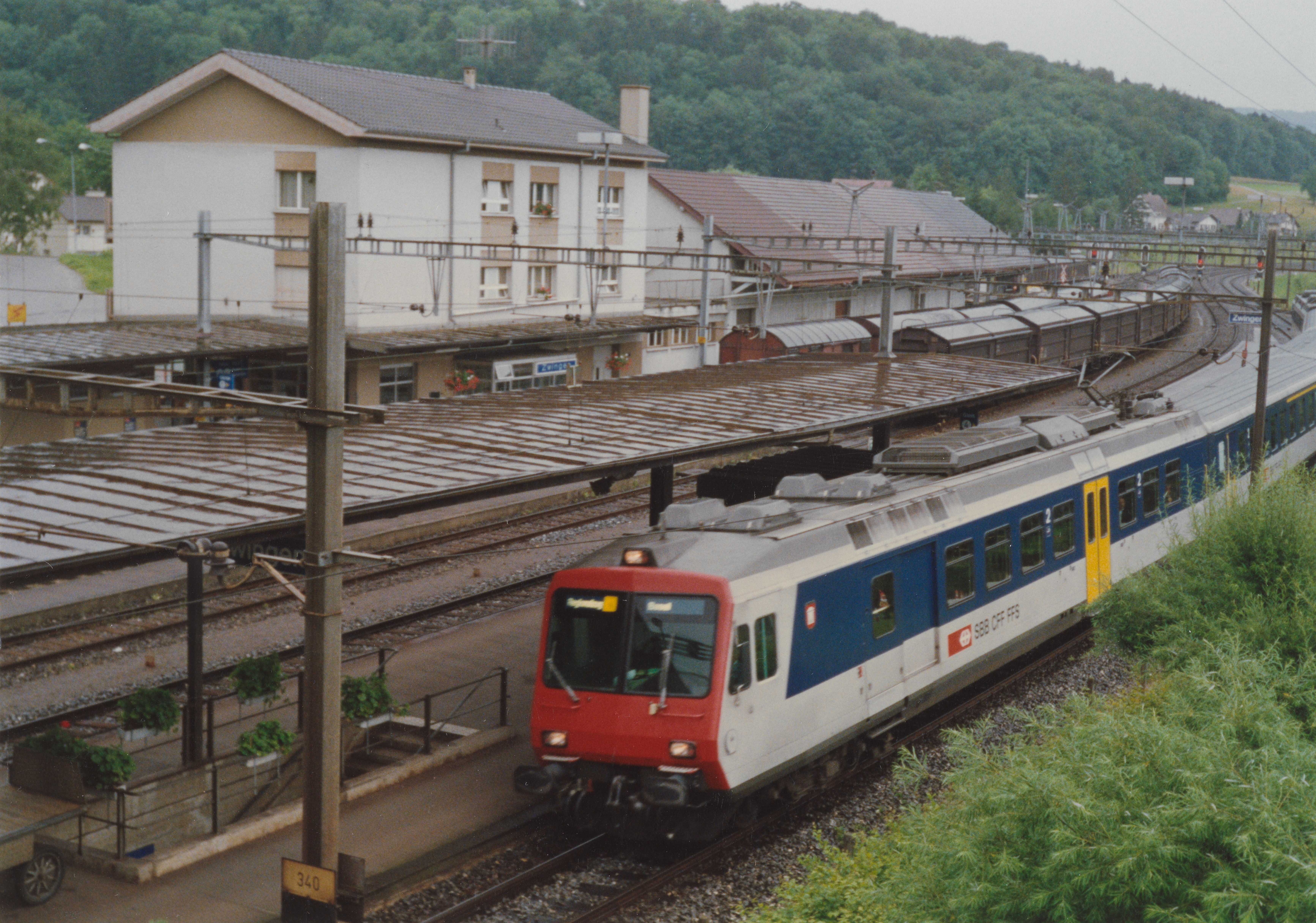
Stationsgebäude mit Güterschuppen, Bahnseite (1990)

Zwingen liegt an der Verkehrsachse zwischen Basel und dem Kanton Jura. Die wichtigsten Verkehrswege sind die Hauptstrasse 18 und die Jurabahn.
Der Bahnhof wird von der Linie S 3  der S-Bahn Basel im Halbstundentakt bedient. In den Hauptverkehrszeiten gibt es Zusatzzüge zwischen Basel und Delsberg, und in den Wochenendnächten verkehren Nacht-S-Bahnen.
- S 3  (Porrentruy – Delémont –) Laufen – Zwingen – Dornach-Arlesheim – Basel SBB – Pratteln – Liestal – Gelterkinden – Olten

Zwingen hat sechs Bushaltestellen und wird von zwei Postautolinien angefahren. Nur Zwingen, Schulhaus und Zwingen, Bahnhof werden von beiden bedient.
- 115 Zwingen, Schulhaus – Brislach – Breitenbach – Büsserach – Erschwil (– Beinwil – Passwang – Ramiswil-Mümliswil – Balsthal, Bahnhof)
- 119 Laufen, Bahnhof – Dittingen – Blauen – Zwingen – Nenzlingen, Dorfplatz

Zwingen war einst ein wichtiger Umschlagplatz für Güter, die verbleibenden Gütergleise am Bahnhof werden seit Einstellung der Papierherstellung in der nahegelegenen Fabrik aber nur noch sehr selten befahren und nur gelegentlich noch für den Zuckerrüben- und Holzverlad genutzt.

## Sehenswürdigkeiten
- Wasserschloss

Die Kapelle St. Oswald diente im Ersten Weltkrieg als Soldatenstube

- Marienkirche mit den Glasfenstern von Lukas Düblin
- Römisch-katholische Kapelle St. Oswald
- alte Dorfstrasse

## Persönlichkeiten
- Sigismund von Roggenbach (1726–1794), Fürstbischof von Basel 1782–1794
- August Cueni (1883–1966), Maler, Holz- und Linolschneider
- Rudolf Imhof (1940–2014), Manager und Politiker

## Bilder

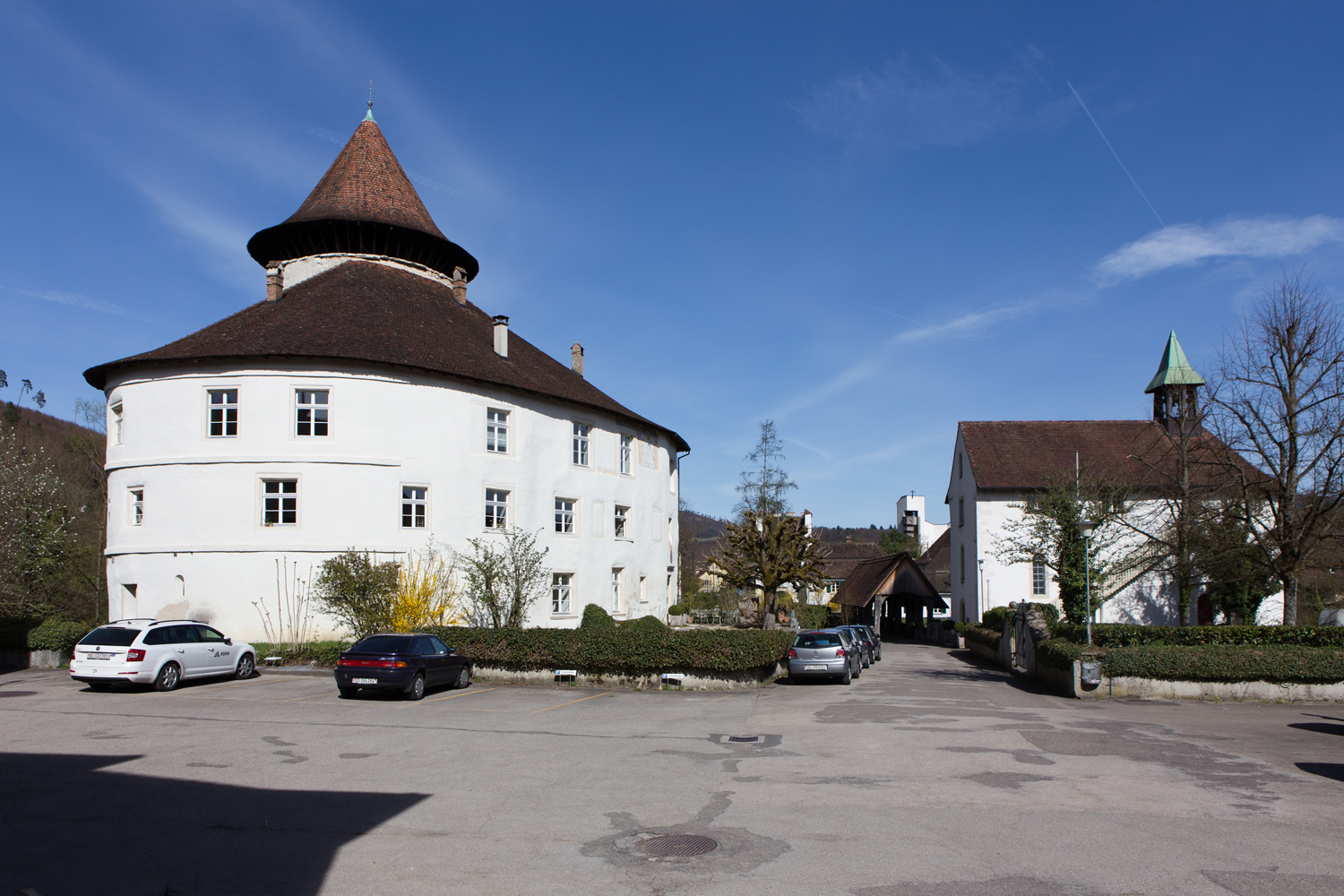
Schloss und Kapelle St. Oswald
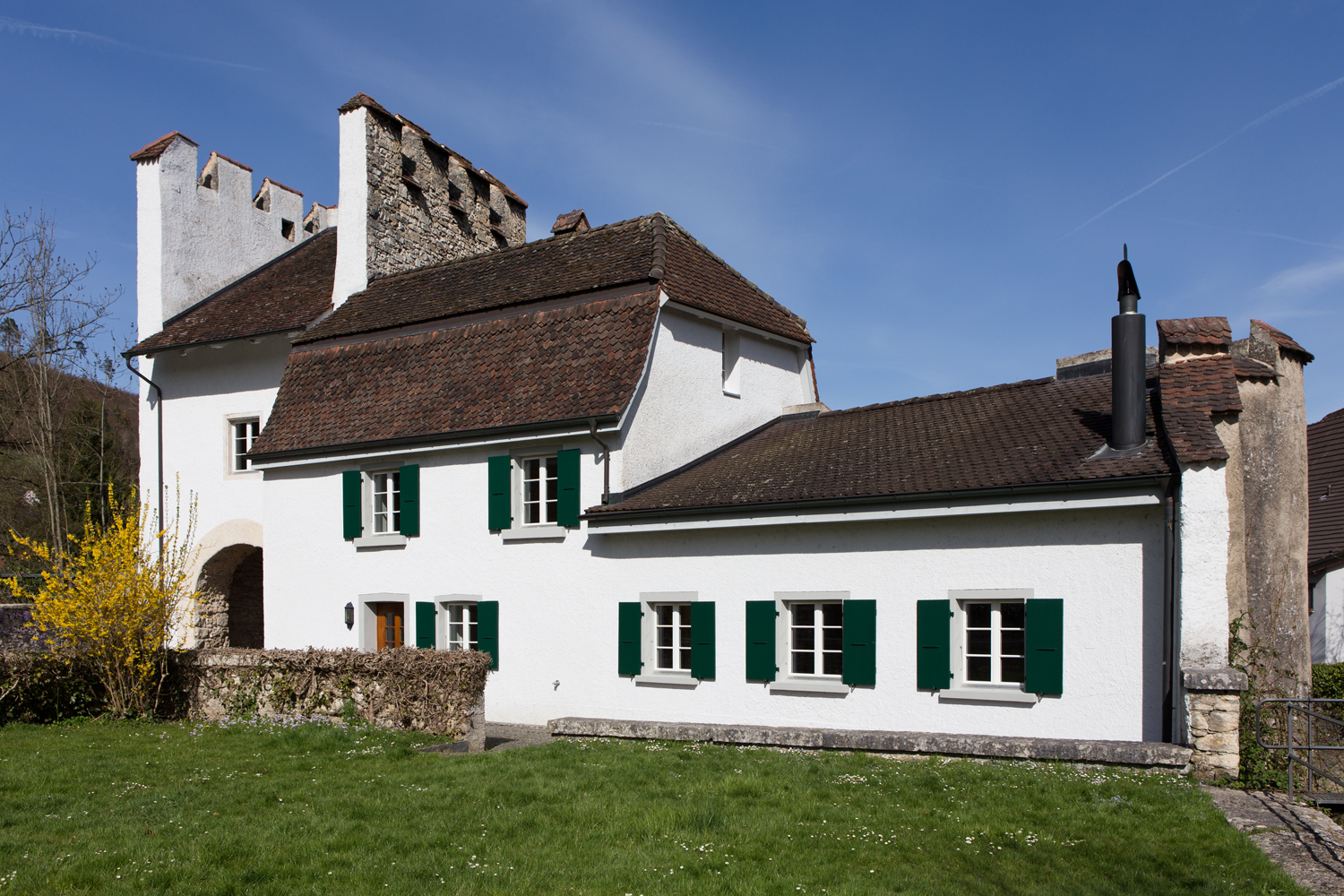
Ramsteinerturm (Schloss)
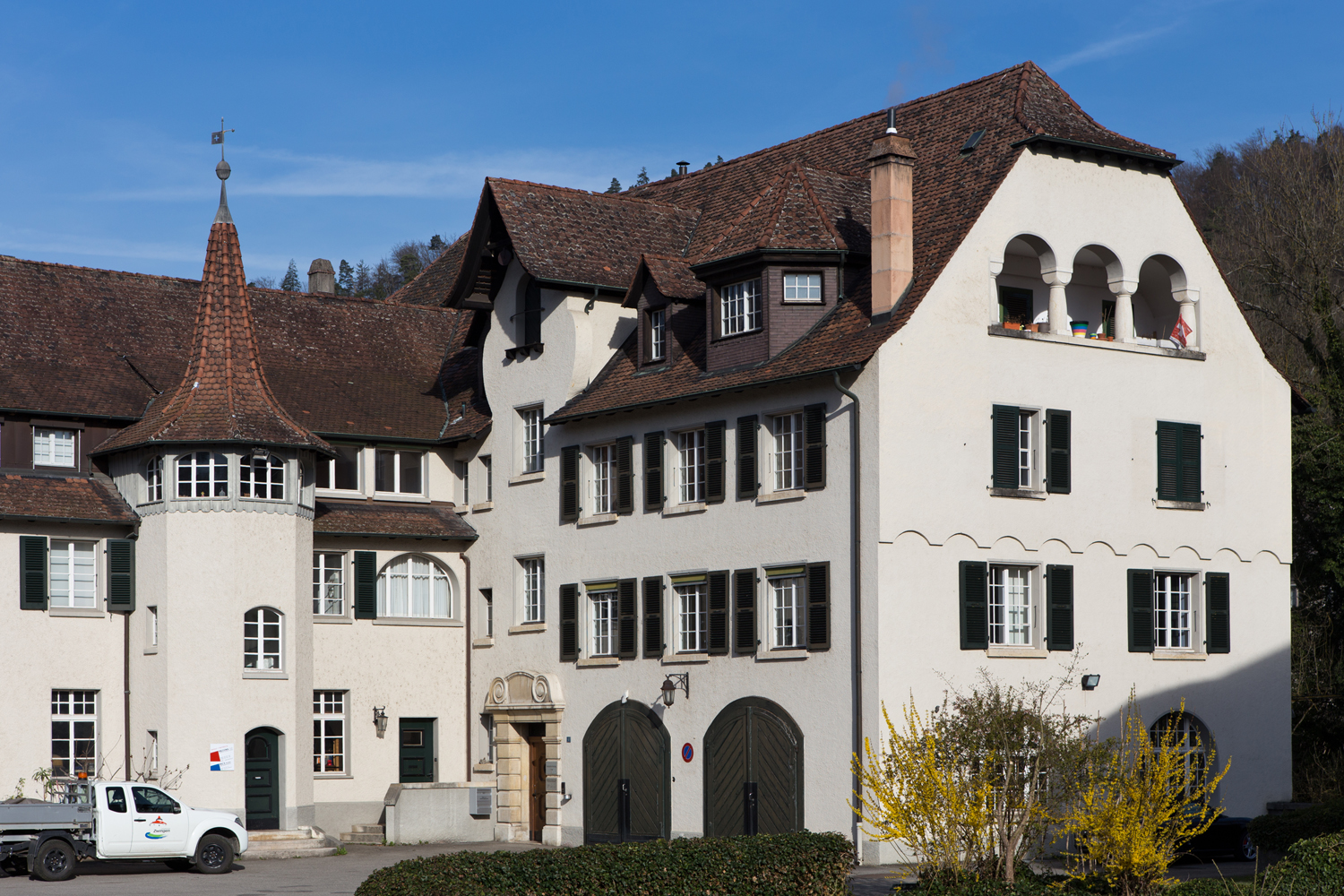
Gemeindeverwaltung (Schloss)
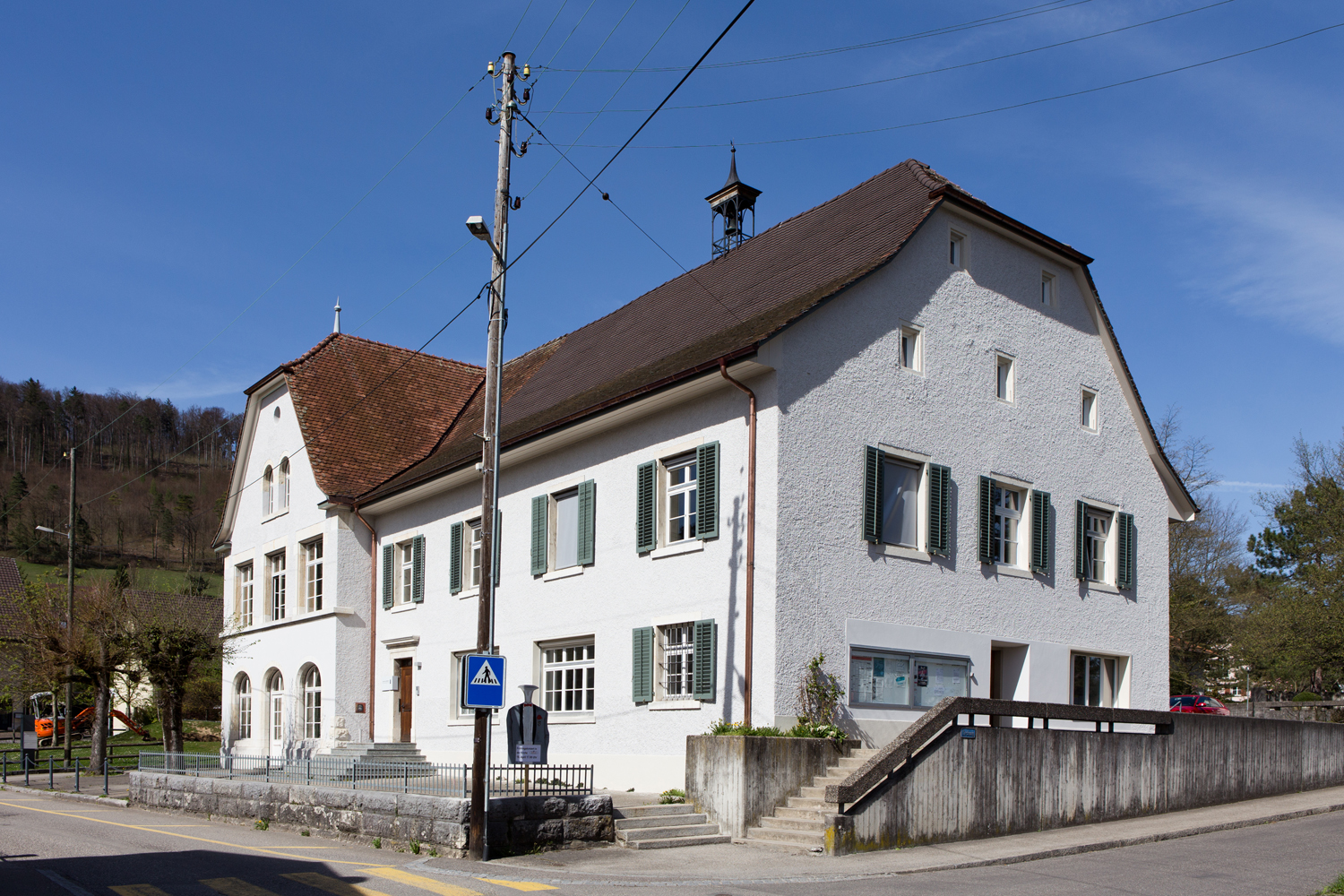
Ehemaliges Dorfschulhaus
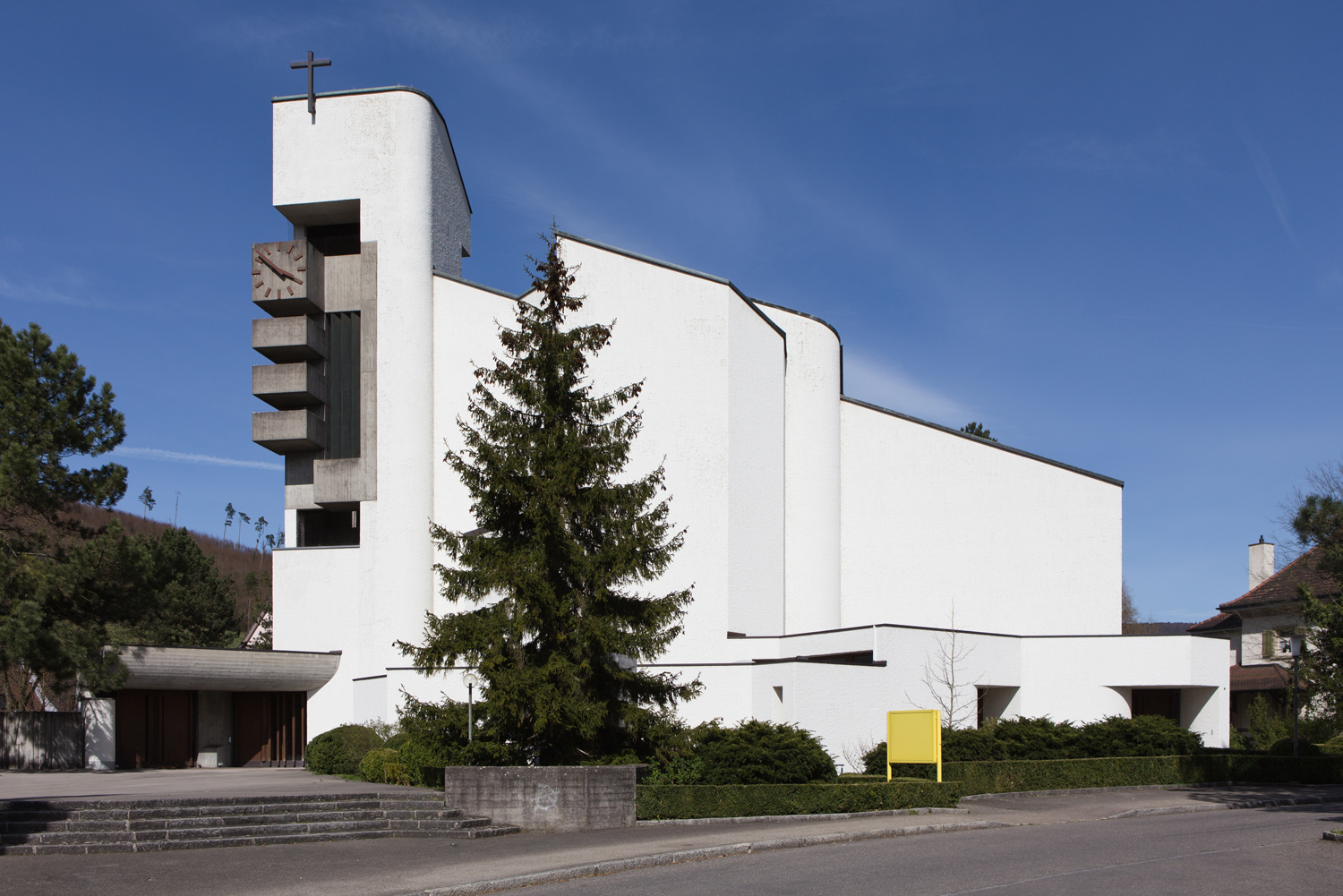
Katholische Marienkirche
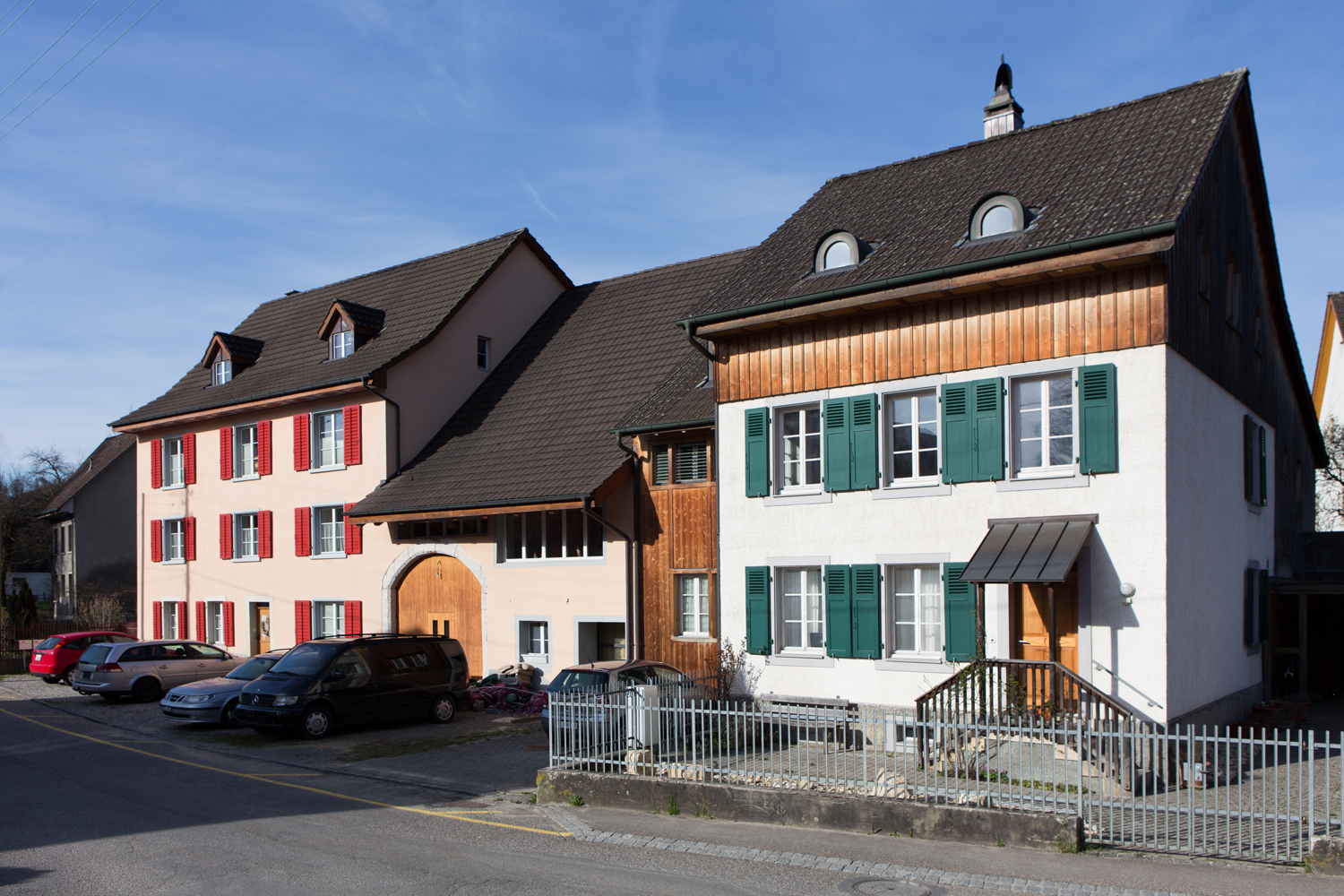
Dorfstrasse
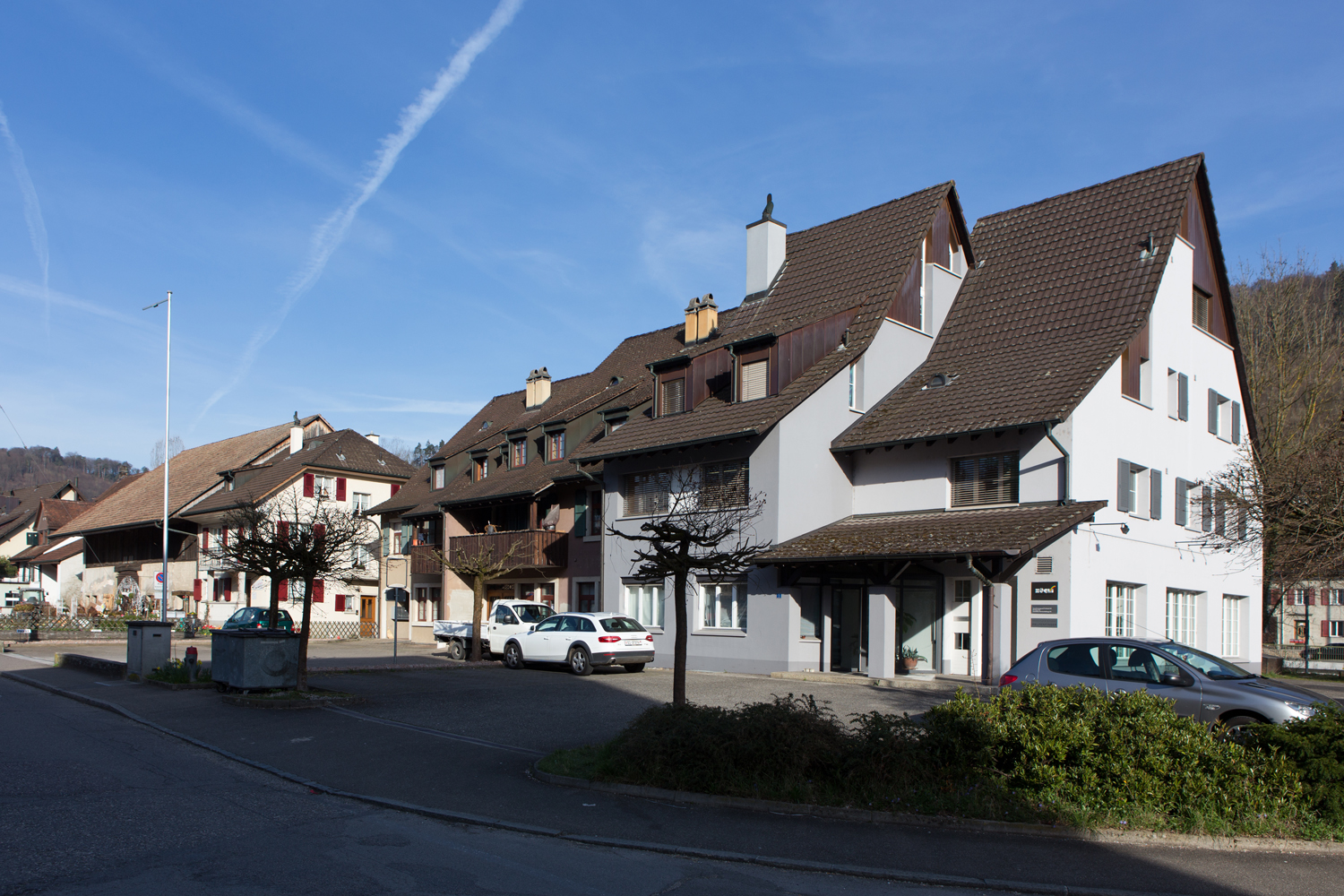
Löwenplatz
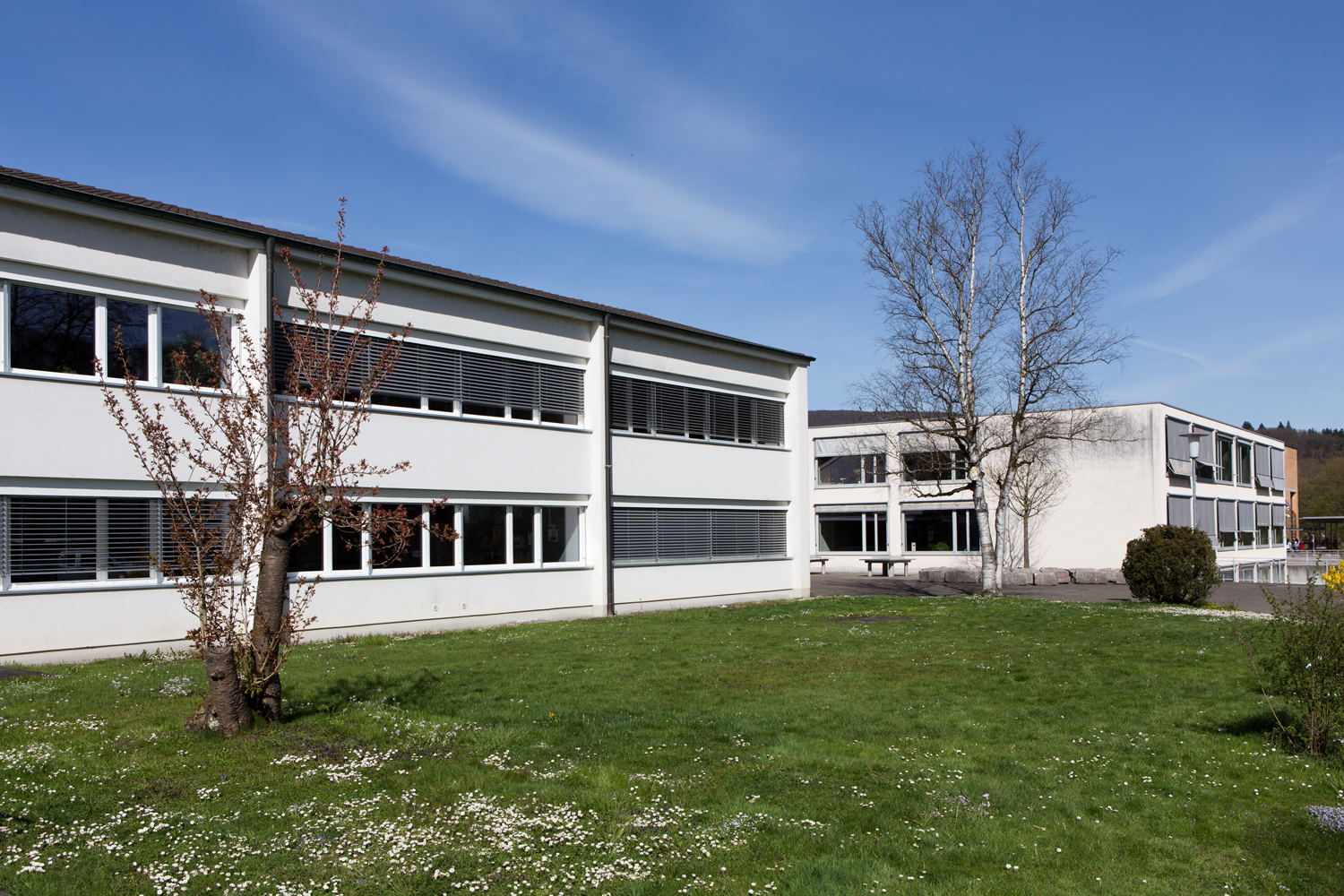
Sekundarschule
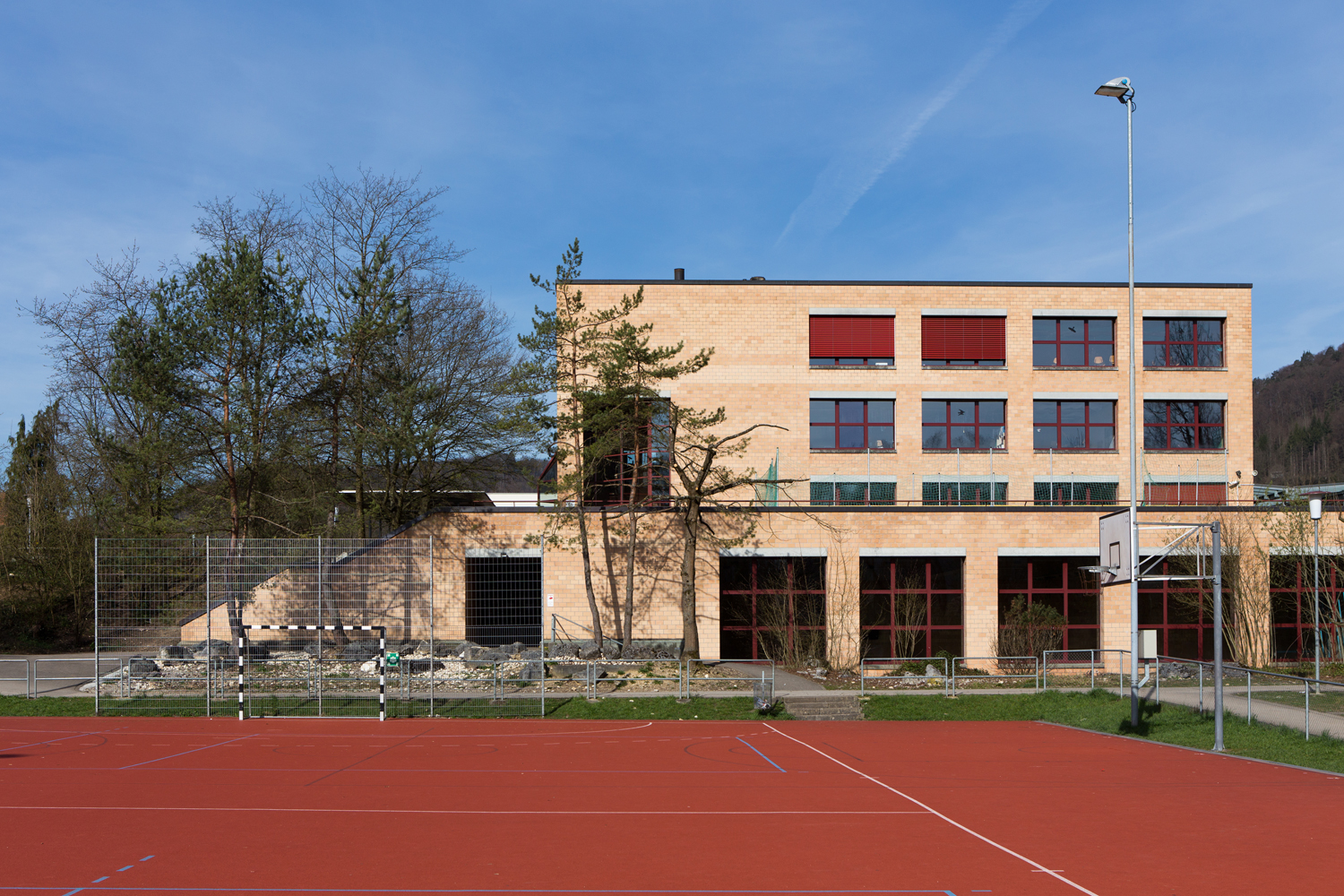
Primarschulhaus
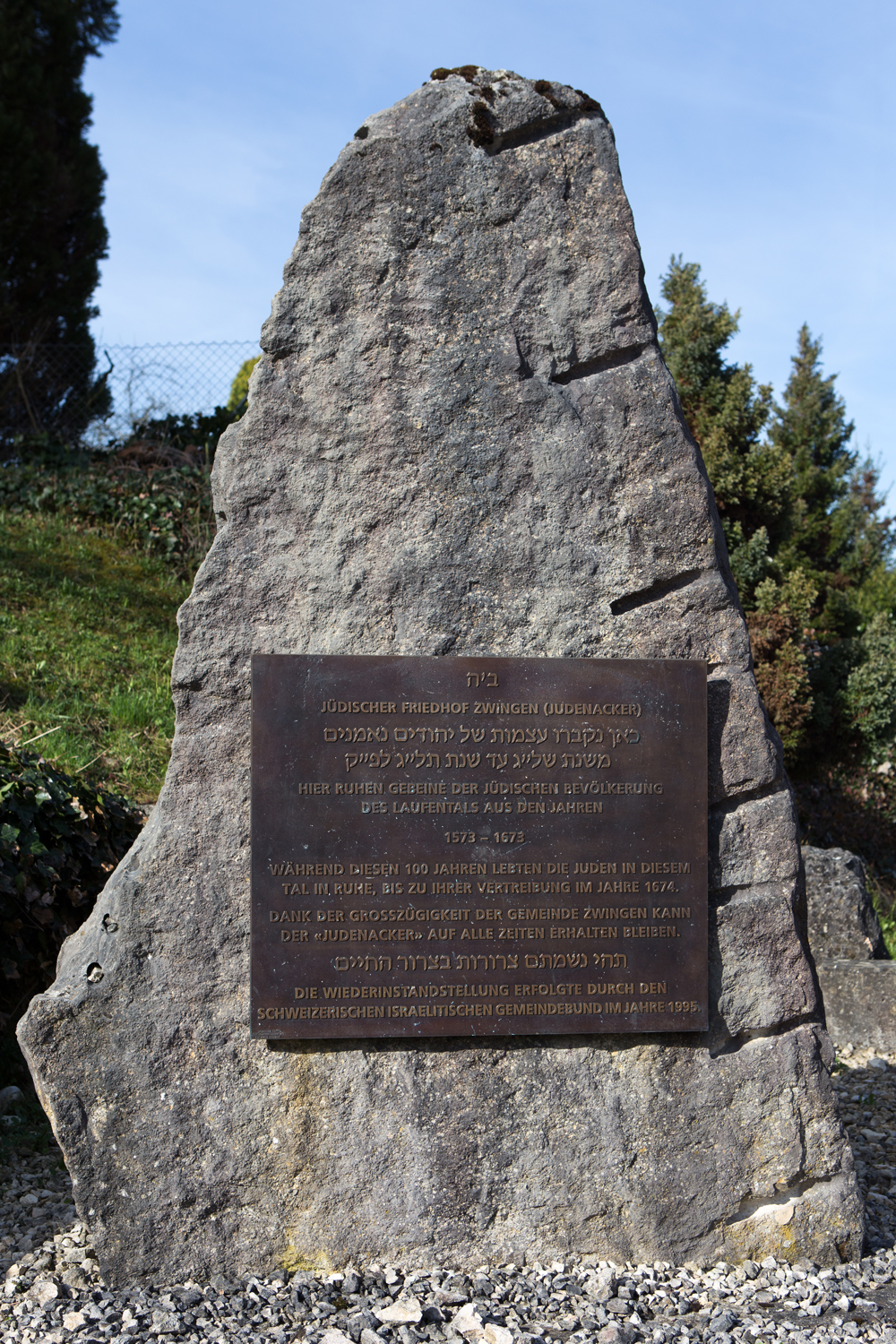
Gedenkstein Judenacker